# Гней Папирий Елиан (консул 184 г.)
Вижте пояснителната страница за други личности с името Гней Папирий Елиан.
Гней Папирий Елиан (на латински: Gnaeus Papirius Aelianus) е политик и сенатор на Римската империя през 2 век.

## Биография
Произлиза от фамилията Папирии от Iliberis в Испанска Бетика. Вероятно е син на Гней Папирий Елиан (суфектконсул 157 г.) и внук на Гней Папирий Елиан Емилий Тускил (суфектконсул 135 г.).
През 184 г. Елиан е консул заедно с Луций Косоний Егий Марул.